# Dicranophragma angustulum
Dicranophragma angustulum là một loài ruồi trong họ Limoniidae. Chúng phân bố ở miền Tân bắc.